# Dicranomyia (Dicranomyia) handlirschi
Dicranomyia (Dicranomyia) handlirschi is een tweevleugelige uit de familie steltmuggen (Limoniidae). De soort komt voor in het Palearctisch gebied.